# EMP1
EMP1 (англ. Epithelial membrane protein 1) – білок, який кодується однойменним геном, розташованим у людей на короткому плечі 12-ї хромосоми. Довжина поліпептидного ланцюга білка становить 157 амінокислот, а молекулярна маса — 17 563.
| 10         |  | 20         |  | 30         |  | 40         |  | 50         |
| ---------- |  | ---------- |  | ---------- |  | ---------- |  | ---------- |
| MLVLLAGIFV |  | VHIATVIMLF |  | VSTIANVWLV |  | SNTVDASVGL |  | WKNCTNISCS |
| DSLSYASEDA |  | LKTVQAFMIL |  | SIIFCVIALL |  | VFVFQLFTME |  | KGNRFFLSGA |
| TTLVCWLCIL |  | VGVSIYTSHY |  | ANRDGTQYHH |  | GYSYILGWIC |  | FCFSFIIGVL |
| YLVLRKK    |  |            |  |            |  |            |  |            |

A: Аланін

C: Цистеїн

D: Аспарагінова кислота

E: Глутамінова кислота

F: Фенілаланін

G: Гліцин

H: Гістидин

I: Ізолейцин

K: Лізин

L: Лейцин

M: Метіонін

N: Аспарагін

Q: Глутамін

R: Аргінін

S: Серин

T: Треонін

V: Валін

W: Триптофан

Задіяний у такому біологічному процесі, як альтернативний сплайсинг. 
Локалізований у мембрані.